# 碧露蒂·高蒂卡絲
碧露蒂·瑪麗亞·菲洛梅娜·高蒂卡絲（1946年5月10日—），立陶宛裔加拿大籍女性人類學家、靈長類學動物學家、保育生物學家暨動物行為學家，也是一位作家，現為加拿大西門菲莎大學教授，曾獲頒加拿大勳章，也就是加拿大的最高平民榮譽勳章。高蒂卡絲可說是靈長類學界的紅毛猩猩權威，現今已知的紅毛猩猩知識，幾乎都是她的研究成果。

## 早年生活
1946年5月10日，高蒂卡絲生於德國的威斯巴登，雙親安塔納斯（Antanas）和菲洛梅娜（Filomena）皆為第二次世界大戰期間自蘇佔波羅的海國家逃出的立陶宛籍難民，她有兩位弟弟和一位妹妹。1948年高蒂卡絲兩歲時，一家人遷往加拿大，父親在魁北克省成為簽約的採銅礦工，隔年這一家再轉往多倫多，父親成為承包商暨採礦人，她也在那裡長大成人。童年時期，一望無涯的森林和異國風情已深深烙印在高蒂卡絲的腦海裡，她第一本在多倫多公立圖書館借的書，就是美國的童話繪本《好奇猴喬治》。隨著高蒂卡絲年歲漸長，她也讀遍了《國家地理雜誌》中，珍·古德和黛安·佛西的冒險經歷，前者為英國女性動物學家，致力於黑猩猩的研究，後者為美國女性動物學家，研究山地大猩猩長達十餘年。
1962年，高蒂卡絲一家搬到溫哥華，她就在那裡遇見了未來的丈夫羅德·布林達摩（英語：Rod Brindamour）。兩年後，高蒂卡絲進入英屬哥倫比亞省的英屬哥倫比亞大學就讀，家人移民至美國時，她也轉而到加州大學洛杉磯分校讀書，主修心理學和動物學。1966年，她取得兩校聯合授予的雙學士學位，1969年，她取得了加州大學洛杉磯分校人類學碩士學位，同年與攝影師布林達摩結婚。在碩士研究所時期，高蒂卡絲結識了英裔肯亞籍的古人類學家路易斯·李奇，提議到紅毛猩猩的自然棲息地做研究，因而成為珍·古德和黛安·佛西之後，李奇的第三位徒弟。李奇和美國國家地理學會同意在東南亞的婆羅洲建立研究設施，1978年，她以當時的研究成果作為博士研究主題，取得了UCLA的人類學博士學位。

## 人稱「靈長類女中三傑」
高蒂卡絲是紅毛猩猩研究領域的先驅，紅毛猩猩則是猩猩科一支重要原生物種，部分分布於印尼和馬來西亞。即使李奇先前並不看好，她仍說服李奇協助她組織其潛心研究，1971年，高蒂卡絲丈夫布林達摩抵達丹戎普丁國家公園保育區，其位於印尼在婆羅洲的屬地加里曼丹。高蒂卡絲是李奇指定的三位女性靈長類研究家中的第三位，允許她進入牠們的自然棲息地研究。李奇並將她們三位合稱為「靈長類女中三傑」，另外兩位分別為研究黑猩猩的珍·古德，以及研究山地大猩猩的黛安·佛西。
在李奇決定指派她之前，紅毛猩猩是人類了解最少的猩猩科動物，於是李奇和國家地理學會協助高蒂卡絲建立研究營地，以期在婆羅洲進行紅毛猩猩的田野調查，她的研究廣泛囊括了牠們的行為、棲息地以及飲食習慣。

## 研究與提倡保育
高蒂卡絲年值25歲時就來到婆羅洲，在叢林裡展開對紅毛猩猩的田野調查；對大部分西方國家的人來說，那片叢林環境實在談不上宜居。高蒂卡絲的研究，除了為紅毛猩猩喚起世界性的關注之外，她將印尼的生物多樣性與雨林視為一個整體，推展了科學領域中碩多無價的知識。
高蒂卡絲抵達婆羅洲時，建立了一個原始的樹皮茅草小屋，稱之為「李奇營」，就在鄰近爪哇海的海邊。她曾遭遇大批盜獵者、成群的水蛭，還有群集的肉食性昆蟲侵擾，但她仍咬牙苦撐了三十餘年，並大力提倡保育紅毛猩猩及牠們的雨林棲息地，後者正遭受各種因經濟而起的人為行動的迅速破壞、例如伐木、為種植棕櫚樹以取得棕櫚油而砍伐雨林、淘金礦，甚至還遭到非自然引起的火災燒燬。
高蒂卡絲對保育生物學不遺餘力的行動，遠超過她的口頭呼籲，尤其重視交付給她照顧的紅毛猩猩孤兒重返大自然生活這一塊，這些「孤兒」原本多為非法飼養的寵物，但既有飼主無法應付牠們的聰明才智和難搞。高蒂卡絲透過國際紅毛猩猩基金會 (OFI) 協助紅毛猩猩孤兒野歸之外，也涵蓋了雨林的保育行動。
高蒂卡絲的貢獻曾由動物星球頻道製作成節目，主持人是史帝夫·歐文和傑夫·考文，前者是人稱「鱷魚先生」的知名澳洲保育人士暨野生動物學家，後者是知名的美國動物學家暨野生動物保育人士。《紐約時報》在 2007年1月25號登出的生物燃料報導，進一步強調了高蒂卡絲對印尼雨林保育傾注的關注和努力；《國家地理雜誌》2008年11月號刊出的〈婆羅洲的真相時刻〉（Borneo's Moment of Truth）一文也指出，高蒂卡絲的國際紅毛猩猩基金會也參與了雨林復育計畫，協助曾遭破壞的區域重新種植原生草木。

## 傑出貢獻
高蒂卡絲在積極為紅毛猩猩保育和雨林復育發聲同時，也並不怠慢田野調查研究的進度，她的研究年數一直在更新哺乳動物研究的最長紀錄。高蒂卡絲後來的丈夫帕克·博哈（Pak Bohap）是達雅族的部落酋長，其為婆羅洲上的土生民族。
高蒂卡絲撰寫了不少著作，例如《伊甸倒影：紅毛猩猩與我共處的年月》（Reflections of Eden: My Years With the Orangutans of Borneo），高蒂卡絲在這本回憶錄敘述了自己在李奇營的種種體驗，以及為將遭人捕捉的紅毛猩猩再度野放回婆羅洲雨林，如何奔走與努力。
高蒂卡絲現為加拿大西門菲沙大學的教授，該校位於加拿大英屬哥倫比亞省的本那比，她也在印尼雅加達的印度尼西亞大學享有榮譽教授的頭銜。此外，高蒂卡絲亦為位於美國加州洛杉磯的國際紅毛猩猩基金會 的總裁。

## 獲獎與表彰紀錄
美國《生活》週刊、《紐約時報》、《華盛頓郵報》及《洛杉磯時報》都專訪過高蒂卡絲，不少電視紀錄片也拍過她的經歷，她還二度登上《國家地理雜誌》的封面。
1995年，高蒂卡絲獲頒加拿大勋章。
1997年，高蒂卡絲獲頒泰勒環境成就獎；獲獎原因為其田野研究極具開創性，也因其畢生致力於環境科學的進步，就和她同為「靈長類女中三傑」的珍·古德，以及田野調查生物學家的先鋒喬治·夏勒一樣貢獻卓越。高蒂卡絲還獲頒印尼的地球英雄獎，其為蘇格蘭皇家銀行和世界動物園暨水族館協會所創立，旨在獎勵保育生態人士，高蒂卡絲既是唯一一位非印尼出生的獲獎人，同時也是第一位受印尼政府如此器重的女性；以及「人類起源科學獎官員」（Institute of Human Origins Science Award Officer），該非營利組織旨在復原並分析人類起源的相關化石。此外還有1993年聯合國環境署頒給高蒂卡絲全球500佳環境獎、加拿大頒發的伊莉莎白二世紀念獎章、1990年善待動物組織頒發的人道主義獎，1992年美國山巒俱樂部頒發的奇科·曼德斯獎，山巒俱樂部是一個環境組織，而奇科·曼德斯則是守護雨林的知名環保鬥士。

## 相關影視作品
2011年，3D紀錄片《天生愛自由》上映，主題就是高蒂卡絲與紅毛猩猩的保育行動，並由她本人現身入鏡。她的相關電視紀錄片有CBS公司製作《與猿同行的她》（She Walks With Apes，2019年），其他有《最後的靈長類女中三傑》（The Last Trimate，2008年）、《自然》（Nature，2005年）、《生活與時代》（Life and Times，1996年）、《國家地理特輯三十週年》（30 Years of National Geographic Specials，1995年），紀錄片則有《紅毛猩猩：抓住最後一枝樹枝》（Orangutans: Grasping the Last Branch，1989年）、英國第四台製作的《美女與野獸》（Beauty and the beasts，1996年）和《泰瑞·普萊契的叢林探險》（Terry Pratchett's Jungle Quest，1995年）等。